# Fülöp-szigeteki berkiposzáta
A Fülöp-szigeteki berkiposzáta (Horornis seebohmi) a verébalakúak (Passeriformes) rendjébe, ezen belül a Cettiidae családba és a Horornis nembe tartozó faj. 12 centiméter hosszú. A Fülöp-szigetek északi részének erdős területein él. Kis gerinctelenekkel táplálkozik. Áprilisban költ.

## Fordítás
- Ez a szócikk részben vagy egészben  a   Philippine bush warbler című angol Wikipédia-szócikk fordításán alapul.  Az eredeti cikk szerkesztőit annak laptörténete sorolja fel. Ez a jelzés csupán a megfogalmazás eredetét és a szerzői jogokat jelzi, nem szolgál a cikkben szereplő információk forrásmegjelöléseként.